# Богородицкое (Николаевская область)
Богородицкое (укр. Богородицьке) — село в Снигирёвском районе Николаевской области Украины.
Население по переписи 2001 года составляло 235 человек. Почтовый индекс — 57364. Телефонный код — 5162.

## Местный совет
57364, Николаевская обл., Снигирёвский р-н, с. Новокиевка, ул. Горького, 31